# جيمس بي. لويس
جيمس بي. لويس (بالإنجليزية: James B. Lewis)‏ هو سياسي أمريكي، ولد في 30 نوفمبر 1947 في روزويل في الولايات المتحدة. حزبياً، نشط في الحزب الديمقراطي. وقد انتخب أمين صندوق الدولة ‏ نيومكسيكو (2006 – 2014) وانتخب أمين صندوق الدولة ‏ نيومكسيكو (1985 – 1990).